# Daniel Hopfer

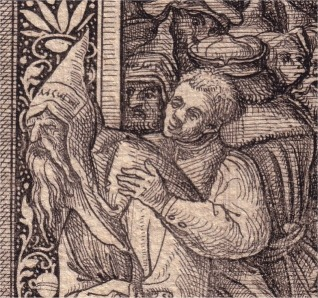
Detalj från etsninegn "Jesus och den otrogna kvinnan".

Daniel Hopfer, född omkring 1470, död 1536, var en tysk vapenetsare och grafiker.
Hopfer anses vara bland de första, som använde den till vapendekorering tidigare använda etsningen för att gravera grafiska tryckplåtar. En blandning av gotik och renässansdekor utmärker hans ornamentstick. Hopfer är representerad vid bland annat Nationalmuseum i Stockholm.